# محمد القورصو
الدكتور محمد القورصو. Mohamed El Korso ، مُؤرخ جزائري باحث ومؤرخ ومجاهد

## نبذة
ولد في الجزائر ودرس في الجزائر هو دكتور في التاريخ وباحث معروف في الجزائر متخصص في الإستعمار الفرنسي في منطقة المغرب العربي له تصريحات كثيرة عبر الصحافة يسرد فيها عن تأليفاته وأبحاثه في التاريخ

## الوظائف العلمية والإدارية والسياسية
- أستاذ التعليم العالي، قسم التاريخ جامعة الجزائر 2. بوزريعة
- عضو مجلس الأمة الجزائري، (من 2000 إلى.2010)

## المؤلفات
- تاريخ الجزائر
- تاريخ خليل
- تاريخ رأس الوادي

## مواقف وآراء
- حول مجازر 8 ماي 1945 رغم الأهمية الوطنية التي يكتسيها الحدث، لكنه يبقى حكرا على الباحثين الفرنسيين الذين أثـروا المكتبة التاريخية بمؤلفات كثيرة، في حين يبقى الباحث الجزائري في موقف التابع[1]
- فرنسا فجرت القنبلة النووية في الجزائر لاستعادة هيبتها[2]
- ما قاله هولاند أمام أعضاء البرلمان الجزائري هو «لا اعتراف». انظر الموقع : http://eldjoumhouria.com/ar/article.php?id=14112
- محمد القورصو: إعادة الاعتبار لتاريخ الجزائر «مسألة سيادة». انظر الموقع : http://www.aldjazairalwatania.com/
- محمد القورصو: نفي الجزائريين إلى كاليدونيا من أبشع الجرائم الثقافية لفرنسا غيرالمرئية. انظر الموقع : http://www.rihanate.com
- الدكتور محمد القورصو للشروق:لإسرائيل دور في عدم اعتراف فرنسا بجرائمها في الجزائر. انظر الموقع : http://www.djazairess.com/echorouk/19521

محمد القورصو يطل بقراءة موضوعية للتاريخ ويحذّر الأرشيف الفرنسي قنابل انشطارية تهدد وجودنا كأمة 

## وصلات خارجية
- الموقع الرسمي لجامعة الجزائر (بالعربية) (بالإنجليزية) (بالفرنسية)
- جامعة الجزائر 2 (بالعربية)